# 백선행 (드라마)
《백선행》은 1985년 3월 4일에 MBC에서 방영된 특집 드라마로, 한국인 재발견 시리즈 중 여섯 번째 드라마다.
이 드라마는 가난에 굶주리던 일제 강점기 때 막대한 재산을 모아 사회 환원한 실존 인물인 백선행의 일생을 그렸으며, 이 시리즈에서 처음으로 여성 인물에 대해서 다루었다.

## 등장 인물
- 김용림 : 백선행 역
- 이묵원
- 길용우
- 이영후
- 김호영
- 박종관

## 같이 보기
- 백선행
- 한국인 재발견 시리즈